# 方有執
方有執（1523年—1593年），字中行（一字仲行），號九龍山人，安徽歙縣人，明朝中醫學者，《傷寒論》的重要註解者。

## 生平
他在自序中說，他曾經兩次喪妻，五個子女也因病及庸醫而過世，自己本身也飽受疾病之苦。他因而發憤學醫，以張仲景所著的《傷寒論》為研究對象，經過二十年的研究之後，在萬曆十七年(1589年)编成《傷寒論條辨》八卷，至萬曆二十年(1592年)七十歲時，將書刊行問世。
他所註解的《傷寒論》在明清之際佔有很重要的地位。

## 思想及影響
他認為宋版的《傷寒論》，在經王叔和的整理後，有許多的條目次序都已經錯誤，也被竄入許多錯誤的見解。他因此提出「錯簡重訂說」，重新更動條目的順序，以求通順，並一一辨明條目的可信度。他的學說在明清之際的影響力很大，與喻昌、柯琴齊名，被視為是《傷寒論》的三大註解者之一。
他的另一個重要貢獻是將太陽病分析成「風傷衛、寒傷營、風寒兩感」三大主軸，並推廣到六經病。

## 著作
著有《傷寒論條辨》八卷。